# 火焰之旅
《火焰之旅》，是日本漫畫家高橋留美子於小學館少年漫畫雜誌《週刊少年Sunday》1983年增刊號（同年8月發行）發表，以奇幻、並融入了時空旅行為主題的1回完結短篇漫畫。

## 作品概要
1985年12月16日發售全1話的OVA動畫，同時是高橋的作品第一次製作成OVA，以「OVA系列『Rumic World』第1彈『火焰之旅』」的名稱在日本當地發售，動畫由Studio Pierrot製作。並曾經在松竹富士系劇院公開上映，以及日本的地方電視台播出。
後來，本作品有在「高橋留美子傑作短篇集2」收錄。還有，作者高橋於1996年秋天開始連載的長篇漫畫《犬夜叉》與本作品一樣，延續穿水手制服的女主角時空旅行來到戰國時代的設定。

## OVA版

### 參演聲優
- 涼子／鈴（すず）：島本須美 ※作品女主角
- 宿丸：水島裕
- 周平：田中真弓
- 赤馬：玄田哲章
- 名主：矢田耕司
- 捨吉：千葉繁
- ：西村智博
- 涼子的父親：德弘夏生（日语：徳弘夏生）
- 涼子的母親：坪井章子（日语：坪井章子）
- 周平的母親：峰敦子
- 上班族男性：石森達幸
- 幼兒：TARAKO
- 山賊：中田讓治
- 山賊：西村知道
- 山賊：佐藤正治
- 守衛男性：菅原正志
- 村莊男性：笹岡繁藏

### 製作人員
- 製作：小學館、小學館製作、Studio Pierrot、OB企劃
- 收錄時間：48分鐘 全彩色
- 製作人：布川郁司、立原一
- 編劇：金春智子
- 導演：高橋資祐（日语：高橋資祐）
- 演出：上村修
- 動畫人物設定：青嶋克巳
- 背景：Production-ai
- 作畫監督：高橋資祐
- 美術監督：新井寅雄
- 攝影監督：藤田正明
- 音樂製作人：宇佐美廉
- 音樂：奧慶一（日语：奥慶一）

### 主題歌
片頭曲
主唱、作詞：秋元薰，作曲：吉田美奈子，編曲：武部聰志
片尾曲
主唱、作詞、作曲：秋元薰，編曲：武部聰志

## 外部連結
- Rumic World 第1作 火焰之旅 - allcinema （日語）
- Rumic World 第1作 火焰之旅 （页面存档备份，存于） （日語）－KINENOTE（日语：キネマ旬報映画データベース）
- Rumic World 第1作 火焰之旅 （页面存档备份，存于） （日語）－Movie Walker（日语：Movie Walker）
- Rumic World 第1作 火焰之旅 （页面存档备份，存于） （日語）－電影.com（日语：映画.com）
- 火焰之旅 （页面存档备份，存于） （日語）（由高橋留美子粉絲解說作品的網站）
- Rumic Theater （页面存档备份，存于） （英文）
  - Furinkan.com page on Fire Tripper （页面存档备份，存于） （英文）
- 火焰之旅（動畫）在動畫新聞網百科全書中的資料（英文） （英文）